# Bătălia de la Verdun
Bătălia de la Verdun (21 februarie 1916 - 19 decembrie 1916), din timpul Primului Război Mondial, a mai fost numită și „Abatorul” deoarece numărul de morți, răniți și dispăruți se ridică la 700 000 de persoane.
Dacă la Marna în 1914 a fost o bătălie în stil clasic, care s-a clarificat în câteva zile, la Verdun a fost prima bătălie care a avut toate caracteristicile războiului de tip nou. Bătălia de la Verdun a fost cunoscută după remarca « Ils ne passeront pas » (Ei NU vor trece) atribuită lui Robert Nivelle.
Pentru francezi bătălia de la Verdun a fost, după cea de la Marna, al doilea moment culminant al Primului Război Mondial.

## Desfășurarea
În iarna 1914-1915 combatanții trecuseră de la războiul de mișcare, ofensiv, la cel de poziții, defensiv, un război de tranșee, un război al rezistenței.
Germanii erau convinși că armata franceză era la limita posibilităților sale și doreau  să îi provoace mari pagube, urmând ca ei să iasă învingători. Tunurile germane s-au dovedit mai bune în bătălia care a durat 10 luni, au murit 271 de mii de francezi, dar tot atâția germani. Bătălia și-a justificat renumele de „abator”, de tocător a sute de mii de vieți.

## Rezultatul

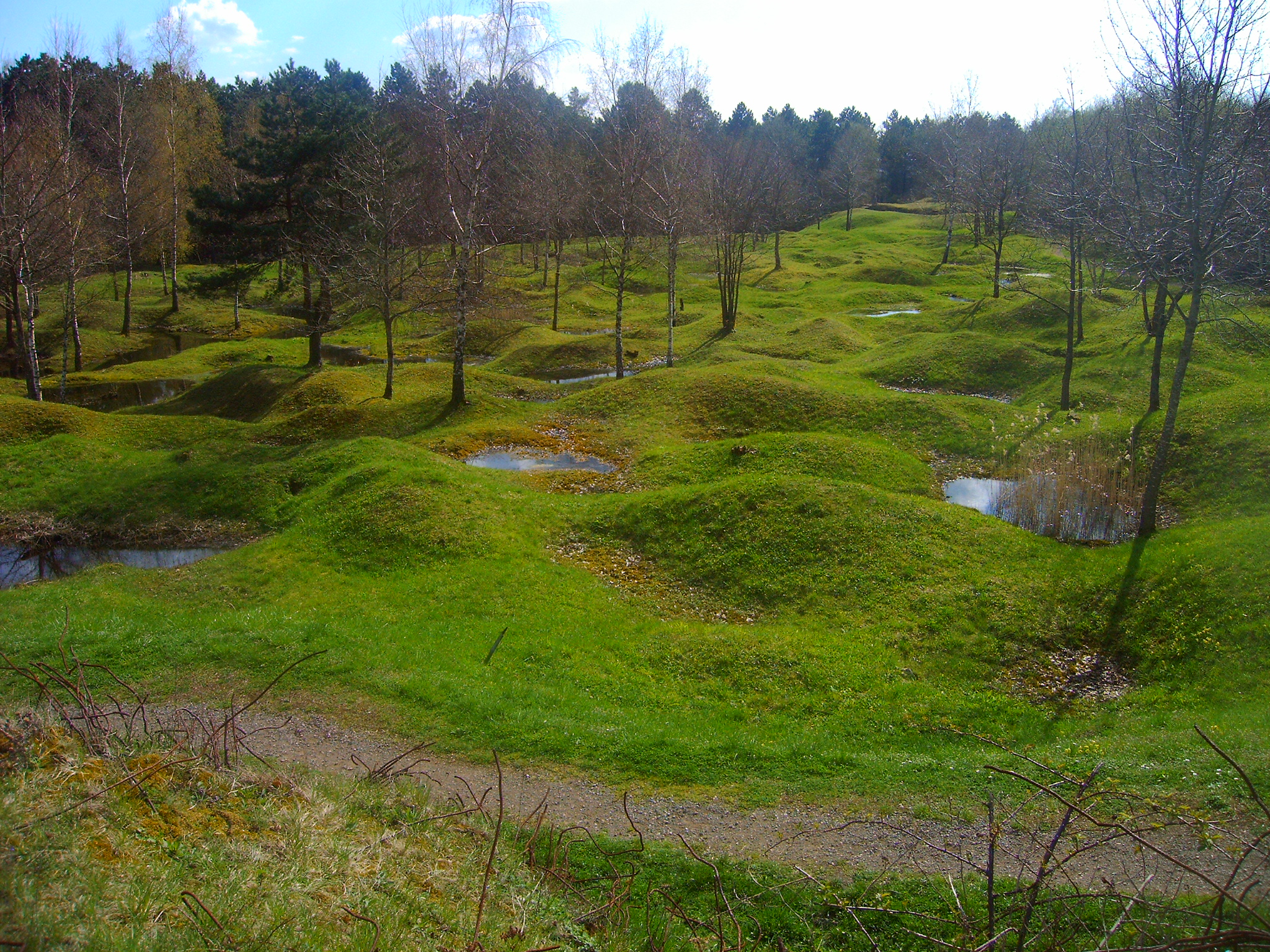
Câmpul de luptă astăzi

Verdunul, cel mai puternic sector fortificat al frontului Franței, a rezistat ofensivei germane, iar efectul moral pentru francezi a fost enorm. Apărat de generalul Philippe Pétain, apoi de generalul Robert Nivelle, orașul Verdun a rezistat tuturor asalturilor germane.